# Um Noivado no Dafundo
Um Noivado no Dafundo é uma peça teatral de um acto da autoria de Almeida Garrett, publicada em 1848. Almeida Garrett escreveu esta peça em 1847, quando estava na Cruz Quebrada, como parte do seu trabalho de restauração do teatro português.
A peça satiriza os casamentos de conveniência e o novo-riquismo de certas camadas da sociedade portuguesa de meados do século XIX.
Segundo uma carta de agradecimento emitida pelo imperador Pedro II do Brasil em 13 de Maio de 1852, relativo à oferta do manuscrito original da peça Um Noivado no Dafundo por Flamino Palha, sendo um testemunho do interesse que o soberano manteve pela literatura portuguesa.
A primeira montagem brasileira da peça foi realizada no Rio de Janeiro em setembro de 1857, tendo como atores João Caetano e Ludovina Soares da Costa. Em 2009 o programa "Teatro na TV" da RTP promoveu nova encenação, com Ana Padrão, Fernando Ferrão, Marta Leite de Castro, Miguel Moreira, Paulo Rocha, Paulo Matos e Elsa Aleluia.